# Bogdan Racovițan
Bogdan Racovițan (Digione, 6 giugno 2000) è un calciatore rumeno, difensore del Raków Częstochowa e della nazionale rumena.

## Carriera

### Club
Nato a Digione da madre francese e padre rumeno, ha iniziato a giocare nelle giovanili della squadra della sua città, il Digione. Dal 2019 al 2021 ha fatto parte della rosa della seconda squadra, con la quale ha collezionato 23 presenze e due reti. Nella stagione 2020-2021 è stato aggregato in prima squadra, ma non è stato impiegato. Acquistato dal Botoșani nel febbraio 2021, ha debuttato in Liga I il 6 maggio 2021, nell'incontro perso per 1-3 contro l'FCSB. Chiude la stagione con due presenze in campionato. Dopo aver totalizzato 23 presenze e una rete tra campionato e coppa, nel gennaio 2022 ha firmato con i polacchi del Raków Częstochowa.

### Nazionale
A livello internazionale può essere convocato dalla Francia (nazione di sua madre, nonché di nascita) e dalla Romania (nazione di suo padre); nel 2021 ha esordito con la nazionale rumena Under-21.
Il 7 ottobre 2023 viene convocato per la prima volta dalla nazionale maggiore rumena, con cui debutta il 22 marzo 2024 nell'amichevole pareggiata contro l'Irlanda del Nord.

## Statistiche

### Presenze e reti nei club
Statistiche aggiornate al 18 maggio 2022.
| Stagione        | Squadra           | Campionato      | Campionato | Campionato | Coppe nazionali | Coppe nazionali | Coppe nazionali | Coppe continentali | Coppe continentali | Coppe continentali | Altre coppe | Altre coppe | Altre coppe | Totale | Totale |
| Stagione        | Squadra           | Comp            | Pres       | Reti       | Comp            | Pres            | Reti            | Comp               | Pres               | Reti               | Comp        | Pres        | Reti        | Pres   | Reti   |
| --------------- | ----------------- | --------------- | ---------- | ---------- | --------------- | --------------- | --------------- | ------------------ | ------------------ | ------------------ | ----------- | ----------- | ----------- | ------ | ------ |
| mar.-apr. 2019  | Digione 2         | N3              | 4          | 0          |                 | -               | -               |                    | -                  | -                  |             | -           | -           | 4      | 0      |
| 2019-2020       | Digione 2         | N3              | 15         | 2          |                 | -               | -               |                    | -                  | -                  |             | -           | -           | 15     | 2      |
| 2020-feb. 2021  | Digione 2         | N3              | 4          | 0          |                 | -               | -               |                    | -                  | -                  |             | -           | -           | 4      | 0      |
| 2020-feb. 2021  | Digione           | L1              | 0          | 0          | CF              | 0               | 0               |                    | -                  | -                  |             | -           | -           | 0      | 0      |
| feb.-giu. 2021  | Botoșani          | L1              | 2          | 0          | CR              | 0               | 0               | UEL                | -                  | -                  |             | -           | -           | 2      | 0      |
| 2021-gen. 2022  | Botoșani          | L1              | 22         | 1          | CR              | 1               | 0               |                    | -                  | -                  |             | -           | -           | 23     | 1      |
| gen.-giu. 2022  | Raków Częstochowa | EK              | 3          | 1          | CP              | 0               | 0               | UECL               | -                  | -                  | SP          | -           | -           | 3      | 1      |
| Totale carriera | Totale carriera   | Totale carriera | 50         | 3          |                 | 1               | 0               |                    | -                  | -                  |             | -           | -           | 51     | 3      |

### Cronologia presenze e reti in nazionale
| Cronologia completa delle presenze e delle reti in nazionale ― Romania | Cronologia completa delle presenze e delle reti in nazionale ― Romania | Cronologia completa delle presenze e delle reti in nazionale ― Romania | Cronologia completa delle presenze e delle reti in nazionale ― Romania | Cronologia completa delle presenze e delle reti in nazionale ― Romania | Cronologia completa delle presenze e delle reti in nazionale ― Romania | Cronologia completa delle presenze e delle reti in nazionale ― Romania | Cronologia completa delle presenze e delle reti in nazionale ― Romania |
| Data                                                                   | Città                                                                  | In casa                                                                | Risultato                                                              | Ospiti                                                                 | Competizione                                                           | Reti                                                                   | Note                                                                   |
| ---------------------------------------------------------------------- | ---------------------------------------------------------------------- | ---------------------------------------------------------------------- | ---------------------------------------------------------------------- | ---------------------------------------------------------------------- | ---------------------------------------------------------------------- | ---------------------------------------------------------------------- | ---------------------------------------------------------------------- |
| 22-3-2024                                                              | Bucarest                                                               | Romania                                                                | 1 – 1                                                                  | Irlanda del Nord                                                       | Amichevole                                                             | -                                                                      | 75’                                                                    |
| 7-6-2024                                                               | Bucarest                                                               | Romania                                                                | 0 – 0                                                                  | Liechtenstein                                                          | Amichevole                                                             | -                                                                      |                                                                        |
| 17-6-2024                                                              | Monaco di Baviera                                                      | Romania                                                                | 3 – 0                                                                  | Ucraina                                                                | Euro 2024 - 1º turno                                                   | -                                                                      | 87’                                                                    |
| 2-7-2024                                                               | Monaco di Baviera                                                      | Romania                                                                | 0 – 3                                                                  | Paesi Bassi                                                            | Euro 2024 - Ottavi di finale                                           | -                                                                      | 38’                                                                    |
| Totale                                                                 |                                                                        | Presenze                                                               | 4                                                                      |                                                                        | Reti                                                                   | 0                                                                      |                                                                        |

## Palmarès

### Club

#### Competizioni nazionali
- Supercoppa di Polonia: 1

Raków Częstochowa: 2022
- Campionato polacco: 1

Raków Częstochowa: 2022-2023